# Estação Porte d'Auteuil
Porte d'Auteuil é uma estação da Linha 10 do Metrô de Paris, localizada no 16.º arrondissement de Paris.

## Localização
A estação está situada na place de la Porte-d'Auteuil e orientada leste-oeste, ao longo do eixo da rue d'Auteuil de um lado e da avenue du Général-Sarrail de outro. Localizada a noroeste do circuito de Auteuil, ela se intercala entre as estações Boulogne - Jean Jaurès e Michel-Ange - Auteuil. Na direção de Boulogne - Pont de Saint-Cloud, é estendido por um túnel de três vias, uma das quais se destaca em direção a Boulogne, enquanto que as outros duas se juntam a Michel-Ange - Molitor; a terceira também dá origem a uma conexão com o Pátio de Auteuil, bem como à “voie Murat” que a conecta à linha 9 através da estação fantasma Porte Molitor.

## História
A estação foi aberta em 30 de setembro de 1913 como o terminal ocidental da linha 8 (depois de Opéra), substituindo o terminal provisório de Beaugrenelle (hoje Charles Michels). Ela constituiu então a extremidade oeste do circuito de Auteuil, os trens que vinham do leste pela seção norte partem nessa direção pela seção sul, ou seja, no sentido anti-horário.
Ela deve o seu nome à sua localização na Porte d'Auteuil, abertura das fortificações de 1860 que controlavam a estrada de Boulogne. Em 1871, os Versalheses entraram em Paris pela rue d'Auteuil, depois de tomarem os portões de Auteuil e Saint-Cloud.

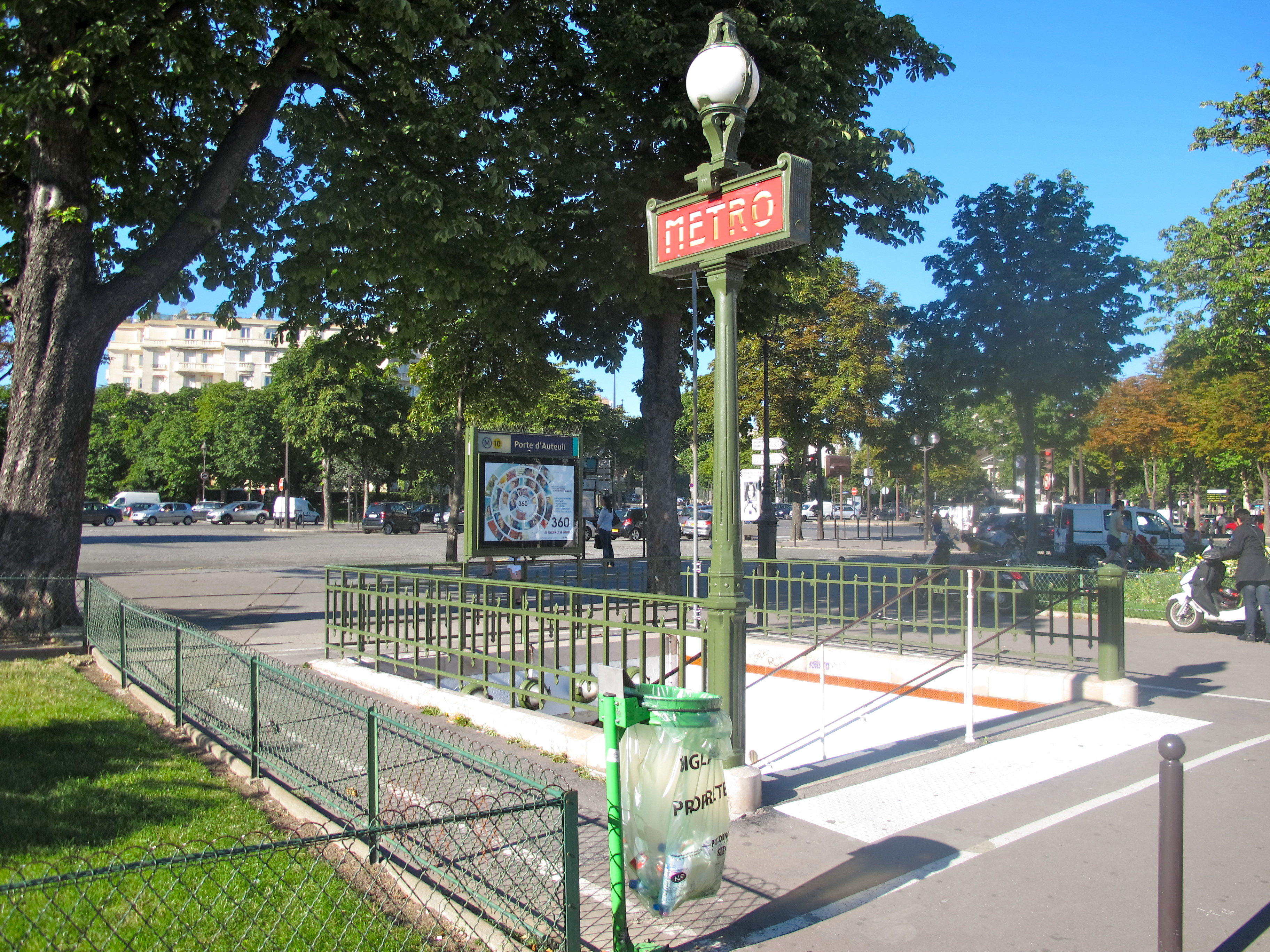
Uma das entradas da estação

Na noite de 26 a 27 de julho de 1937, a estação foi transferida da linha 8 para a linha 10, assim como todo o trecho de Porte d'Auteuil a La Motte-Picquet - Grenelle, como parte do remanejamento das linhas 8, 10 e da antiga linha 14. O serviço para Jussieu no entanto foi assegurado apenas a partir de 29 de julho, sendo a linha limitada inicialmente a La Motte-Picquet - Grenelle, a leste.
Então terminal da linha 10, Porte d'Auteuil se tornou uma estação de passagem em 3 de outubro de 1980 após a entrada em serviço da extensão para Boulogne - Jean Jaurès, que é então utilizada por um trem em dois antes das 18 h 40. O restante das circulações tiveram seu término na Gare d'Austerlitz através da estação Michel-Ange - Molitor, e a RATP então incluiu em seus mapas de metrô a seção de circuito permitindo chegar a essa última estação a partir de Porte d'Auteuil Esta seção curta não é mais utilizada comumente, os trens agora circulam em direção a Boulogne - Pont de Saint-Cloud, com exceção do primeiro serviço diário e de algumas outras circulações durante a semana no início do horário de pico.
Na década de 1980, a estação teve a particularidade de possuir bancos de alvenaria no estilo "Andreu-Motte" em suas plataformas sem o restante dos móveis típicos dessa decoração. Eles foram cobertos com telhas vermelhas e encimados por assentos "coque" da mesma cor, característicos deste estilo.
Como parte do programa “Renovação do Metrô” da RATP, os corredores da estação e a iluminação da plataforma foram renovados na década de 2000.
Em 2011, 721 009 passageiros entraram nesta estação. Ela viu entrar 687 237 passageiros em 2013, o que a coloca na 295ª posição das estações de metrô por sua frequência em 302.

## Serviços aos passageiros

### Acessos
A estação possui três acessos, todos compostos por escadas fixas:
- O acesso 1 “Boulevard Murat - Parc des Princes - Roland-Garros”, decorado com uma balaustrada e um candelabro de tipo Dervaux, saindo a oeste da place de la Porte-d'Auteuil, na estação de ônibus;
- O acesso 2 “Hippodrome”, também dotado de um conjunto e de um mastro no estilo Dervaux, se localiza na extremidade norte do início da route d'Auteuil aux Lacs, à direita da entrada do Hipódromo de Longchamp;
- O acesso 3 "Rue d'Auteuil", ornado com uma edícula Guimard que é objeto de uma inscrição ao título de monumento histórico (decreto de 12 de fevereiro de 2016),[9] se situa no terrapleno na saída desta rua, do boulevard de Montmorency e do boulevard Exelmans.

### Plataformas
A estação possui uma configuração particular devido ao seu antigo status de terminal. Ela possui três vias que enquadram duas plataformas laterais sob uma abóbada elíptica e os trens circulam essencialmente na via mais ao norte, as outras duas vias sendo usadas para estacionamento de longa duração.
A decoração é próxima do estilo utilizado pela maioria das estações de metrô: as faixas de iluminação são brancas e arredondadas no estilo "Gaudin" do renascimento do metrô da década de 2000, e as telhas em cerâmica brancas biseladas recobrem os pés-direitos, a abóbada e os tímpanos. Os quadros de publicidade são em faiança de cor de mel em um estilo próximo da CMP original; no entanto, o nome da estação, também em faiança, tem a particularidade de ser inscrita entre esses quadros e acima deles, e ser definido com uma borda em cerâmica marrom. Os assentos de estilo “Akiko” são de cor bordô e estão dispostos apenas na plataforma norte.

### Intermodalidade
A estação é servida pelas linhas 32, 52, 88, PC, 123 e 241 da rede de ônibus RATP.
A estação ofereceu, até janeiro de 1985, conexão na estação de Auteuil-Boulogne com os trens da linha Pont-Cardinet a Auteuil - Boulogne.

## Pontos turísticos
- Fontaine l'Amour
- Petite Ceinture du 16e
- Estádio Roland Garros
- Parc des Princes
- Estádio Jean-Bouin
- Jardin des Poètes
- Jardin des serres d'Auteuil
- Hipódromo de Auteuil
- Bois de Boulogne

## Galeria de fotografias

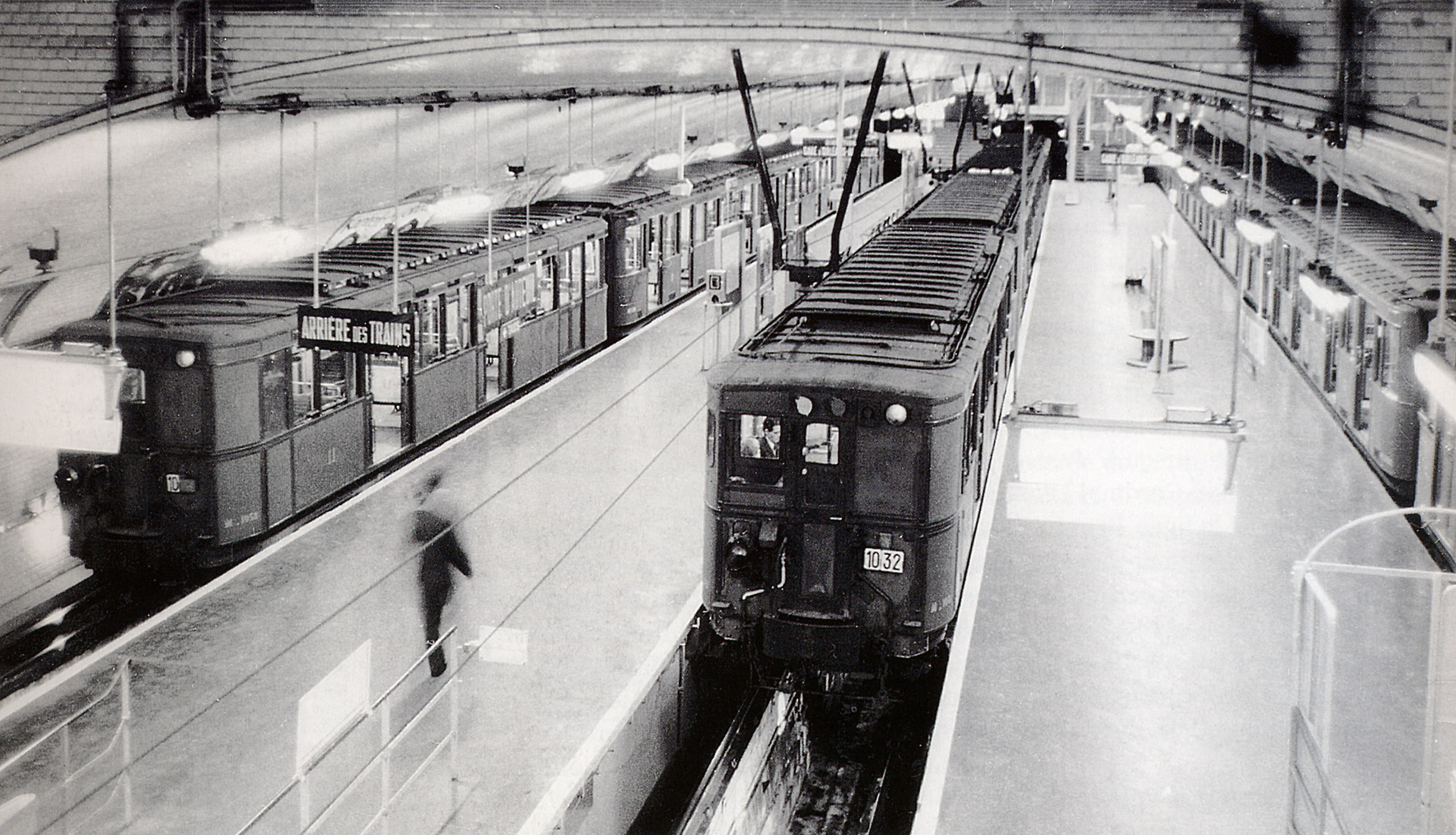
A estação por volta de 1970, então terminal da linha.
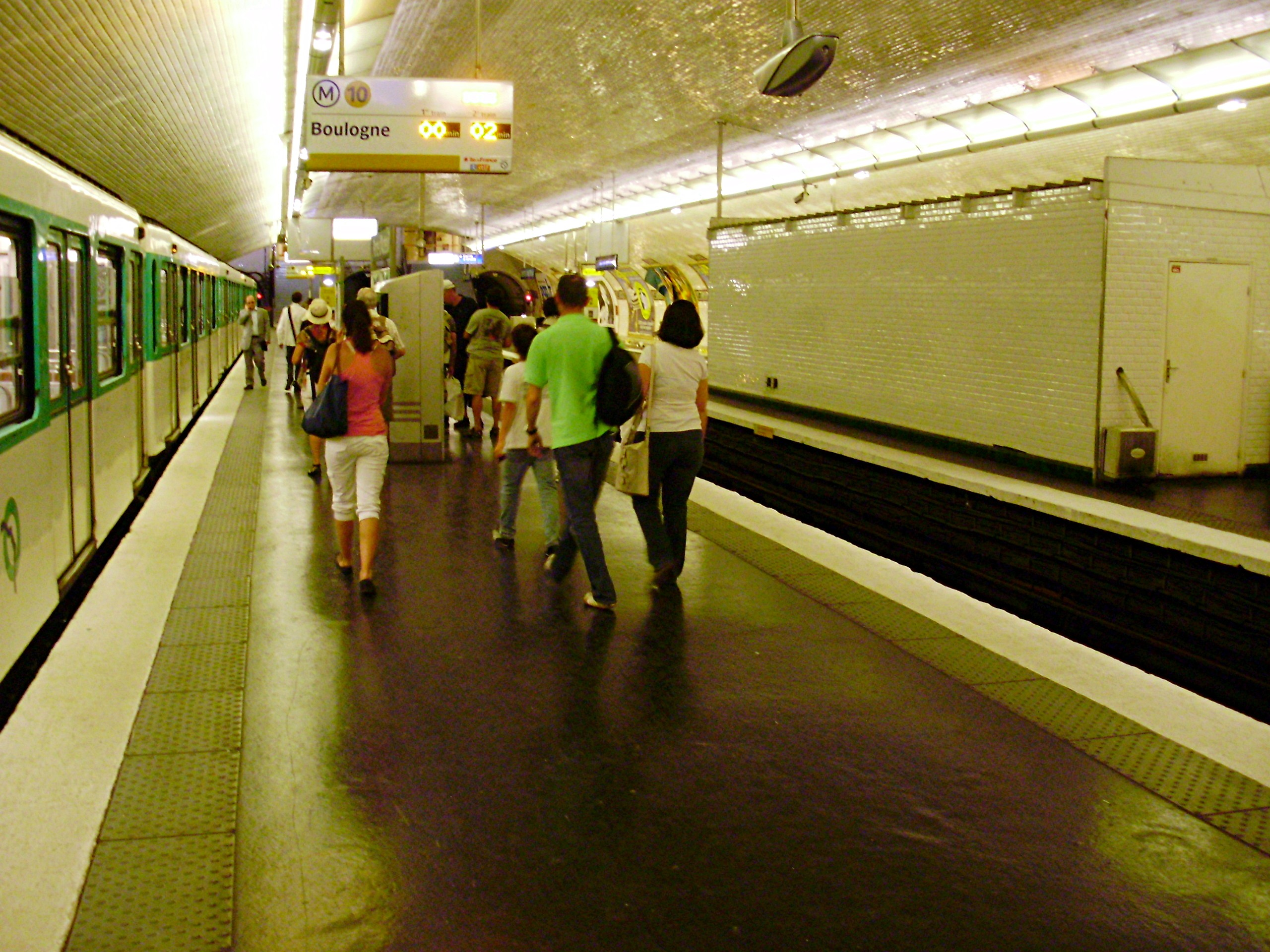
Plataforma depois da extremidade oeste (à esquerda, o metrô está em uma garagem de longo prazo).
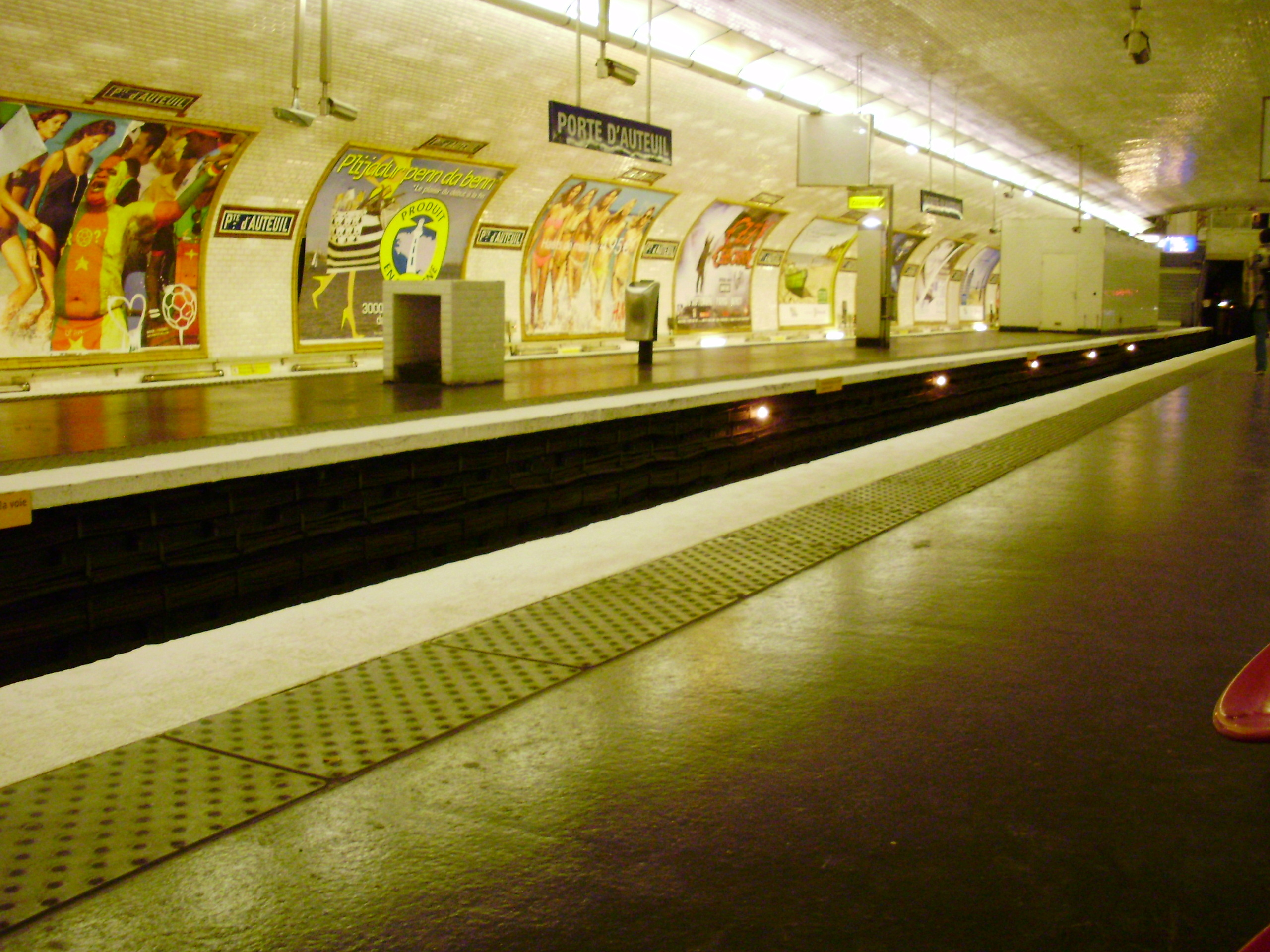
Plataforma depois da extremidade leste (à direita: direção Boulogne).